# Schleuse Berching
Die Schleuse Berching wurde in der Zeit von Juli 1987 bis Juli 1991 im Rahmen des Baues der Bundeswasserstraße Main-Donau-Kanal errichtet. Sie ist als Sparschleuse mit drei Sparbecken westlich des Schleusenbeckens ausgeführt.

## Schleuse
Die Kammer der Schiffs-Einzelschleuse liegt bei Kanal-Kilometer 122,51 hat bei einer Kammerlänge von 200 m eine nutzbare Länge von 190 m und eine Nutzbreite von 12 m.
Das Oberwasser hat eine Höhe von 389 m ü. NN, die des Schleusen-Unterwassers liegt bei 372 m ü. NN. Die Schleusungs-Fallhöhe beträgt 17 Meter.
Mit einer parallelen Pumpe, als eine Stufe der Pumpenkette der Donau-Main-Überleitung, wird Wasser von der Donau, üblicherweise in der Nacht, in den Dürrlohspeicher bergaufwärts geleitet.

## Steuerung
Die Schleuse hat einen eigenen Kommandostand, wird aber seit 2007 aus der Revierzentrale der WSV in Dietfurt fernbedient. Von dort aus werden auch die Schleusen Dietfurt, Riedenburg und Kelheim ferngesteuert. Ab 2024 soll die Steuerung von zwölf Schleusen aus der Leitzentrale Nürnberg erfolgen, später die aller 16 Kanalschleusen.
Die Schleuse ist, außer bei Betriebsstörungen wie beispielsweise Unfällen, Wartungsarbeiten oder Eisgang, ganzjährig rund um die Uhr betriebsbereit und nachts beleuchtet. Im Ober- und Unterwasser bestehen jeweils Schleusenvorhäfen für die Berufsschifffahrt, Warteplätze mit Sprechstellen für die Freizeitschifffahrt und Slipanlagen für Kleinfahrzeuge. Kleinfahrzeuge werden nur tagsüber und meist zusammen mit der Großschifffahrt abgefertigt. Muskelkraftgetriebene Wasserfahrzeuge werden nicht geschleust; für diese steht an den Slipstellen ein bepfandeter Transportwagen zum händischen Umsetzen bereit.

## Tourismus
Bis 2017 verkehrte die Personenschifffahrt zwischen Beilngries und Berching. Bei der Fahrt durchquerte sie die Schleuse.

## Betriebsstörungen
- Am 25. Juli 2014 havarierte ein Fahrgastschiff bei der Schleuse mit einem Tankschiff, wobei es bei Sachschaden blieb.[7]
- Am 10. November 2019 blieb ein Fahrgastschiff, das ohne Passagiere unterwegs war wegen eines nicht abgesenkten Steuerstandes am Schleusentor hängen.[8]
- Am 15. März 2025 blieb ein Fahrgastschiff, das ohne Passagiere unterwegs war wegen eines nicht abgesenkten Steuerstandes am Schleusentor hängen.[9]